# 久原駅
久原駅（くばらえき）は、佐賀県伊万里市山代町久原にある、松浦鉄道西九州線の駅である。

## 歴史
- 1930年（昭和5年）10月1日：鉄道省伊万里線（後の松浦線）の駅として開設[1]。
- 1978年（昭和53年）6月15日：貨物取扱廃止[1]。
- 1984年（昭和59年）2月1日：荷物扱い廃止[1]。
- 1987年（昭和62年）4月1日：国鉄分割民営化に伴い、JR九州松浦線の駅となる[1]。
- 1988年（昭和63年）4月1日：第三セクター松浦鉄道へ転換、同社西九州線の駅となる[1]。同時に無人駅化。

## 駅構造
単式ホーム2面2線を有する列車交換可能な地上駅。両ホームはずれていて、構内踏切で連絡している。元は島式・単式ホーム2面3線であった。
無人駅。駅舎は無いが、待合室が設置されている。

### のりば
| ホーム | 路線      | 方向 | 行先                                 | 備考 |
| ------ | --------- | ---- | ------------------------------------ | ---- |
| 西側   | ■西九州線 | 下り | 松浦・たびら平戸口・佐々・佐世保方面 |      |
| 東側   | ■西九州線 | 上り | 伊万里方面                           |      |

※案内上ののりば番号は設定されていない。

## 利用状況
近年の1日平均乗車人員の推移は以下の通り。
| 乗車人員推移 | 乗車人員推移 |
| 年度         | 1日平均人数  |
| ------------ | ------------ |
| 1998         | 187          |
| 1999         | 314          |
| 2000         | 129          |
| 2001         | 207          |
| 2002         | 103          |
| 2003         | 124          |
| 2004         | 138          |
| 2005         | 112          |
| 2006         | 106          |
| 2007         | 72           |
| 2008         | 52           |
| 2009         | 57           |
| 2010         | 62           |
| 2011         | 62           |
| 2012         | 62           |
| 2013         | 38           |
| 2014         | 37           |
| 2015         | 38           |
| 2016         | 32           |
| 2017         | 33           |

## 駅周辺
住宅はやや多い。
- 伊万里市立山代中学校
- 伊万里市役所 山代出張所
- 久原郵便局
- 伊万里港
  - 貯木場
  - 伊万里港湾合同庁舎
- 国道204号

## 隣の駅
松浦鉄道
■西九州線
鳴石駅 - 久原駅 - 波瀬駅